# Relaciones Bosnia y Herzegovina-México
Las naciones de Bosnia y Herzegovina México establecieron relaciones diplomáticas en 2001. Ambas naciones son miembros de las Naciones Unidas.

## Historia

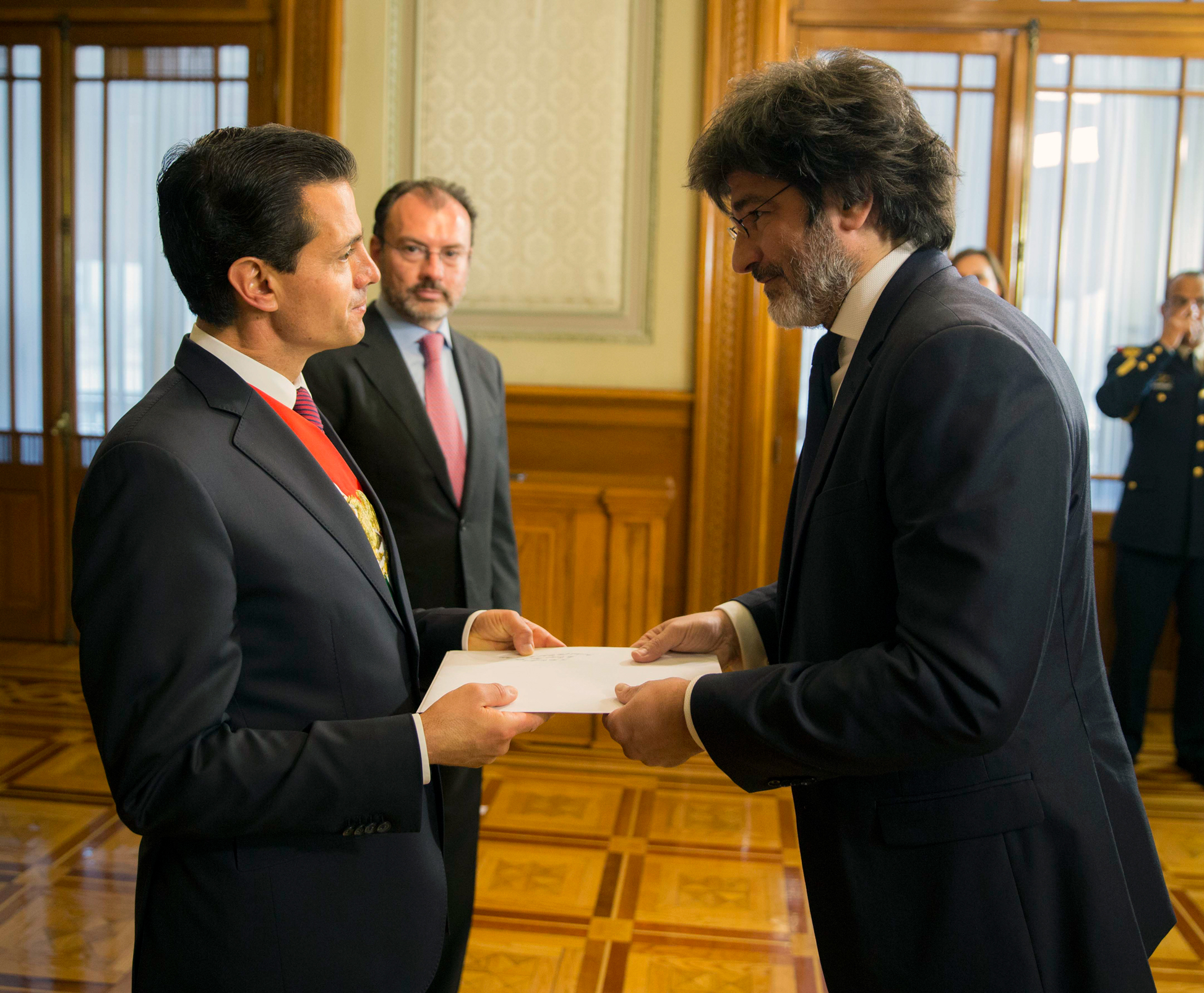
El embajador de Bosnia y Herzegovina no-residente, Haris Hrle, con el presidente mexicano Enrique Peña Nieto en la Ciudad de México; abril de 2017.

Bosnia y Herzegovina y México establecieron relaciones diplomáticas el 15 de agosto de 2001. Los vínculos se han desarrollado principalmente en el marco de foros multilaterales. 
En noviembre de 2010, el gobierno de Bosnia y Herzegovina envió una delegación de nueve miembros para asistir a la Conferencia de las Naciones Unidas sobre el Cambio Climático de 2010 en Cancún, México.
En mayo de 2017, Bosnia y Herzegovina abrió un consulado honorario en la Ciudad de México. En 2023, ambas naciones celebraron 22 años de relaciones diplomaticás.

## Misiones diplomáticas
- Bosnia y Herzegovina está acreditado ante México a través de su embajada en Washington D. C., Estados Unidos y mantiene un consulado honorario en la Ciudad de México.[5][3]
- México está acreditado ante Bosnia y Herzegovina a través de su embajada en Belgrado, Serbia.[6]